# Bộ Phi (非)
Bộ Phi, bộ thứ 175 có nghĩa là "không" là 1 trong 9 bộ có 8 nét trong số 214 bộ thủ Khang Hy.
Trong Từ điển Khang Hy có 25 chữ (trong số hơn 40.000) được tìm thấy chứa bộ này.

## Tự hình Bộ Phi (非)

Giáp cốt văn
Kim văn
Tiểu triện

## Chữ thuộc Bộ Phi (非)
| Số nét bổ sung | Chữ        |
| -------------- | ---------- |
| 0              | 非/phi/    |
| 4              | 靟 韮/cửu/ |
| 7              | 靠/kháo/   |
| 11             | 靡/mi/     |